# Caron Butler
James Caron Butler (Racine, Wisconsin, 13 de marzo de 1980) es un exjugador de baloncesto estadounidense que disputó 14 temporadas en la NBA. Con 2,01 metros de estatura, jugaba en la posición de alero.

## Carrera

### Instituto
Creció en Racine, Wisconsin, donde antes de los 15 años fue detenido en 15 ocasiones. Tras una breve carrera en el Instituto Washington Park, se matriculó en el Maine Central Institute, donde tuvo éxito y recibió una beca para jugar en la Universidad de Connecticut bajo las órdenes del entrenador Jim Calhoun.

### Universidad
Con Calhoun, Butler perdió peso y desarrolló su juego de perímetro. En su primer año, Butler lideró a los Huskies tanto en anotación como en el rebote con 15.6 puntos y 7.6 rebotes por encuentro. Tras su año freshman, consiguió la medalla de oro con la selección estadounidense en el Mundial Junior FIBA de 2001 en Japón. Butler continuó sorprendiendo en su segundo año, con promedios de 20.3 puntos y 7.5 rebotes por partido, liderando a los Huskies tanto al título de temporada regular como el de la Big East Conference, además de a la Elite 8 del torneo de la NCAA. A pesar de los 32 puntos de Butler, UConn perdió ante Maryland Terrapins, posteriores campeones. Fue nombrado mejor jugador de la conferencia junto con Brandin Knight de Pittsburgh y en el segundo equipo del All-American. Tras esta temporada, se declaró elegible para el Draft de la NBA.

### NBA

#### Miami Heat
Fue seleccionado por Miami Heat en la décima posición del Draft de 2002. En su primera campaña en la NBA, promedió unos estelares 15.4 puntos, 5.1 rebotes y 2.7 asistencias en 36.6 minutos de juego, perdiéndose un total de cuatro encuentros por lesión. Finalizó tercero en la votación al Rookie del Año tras Amare Stoudemire y Yao Ming, aunque fue el mejor rookie de los meses de noviembre, enero, febrero y marzo, convirtiéndose en el sexto novato de la historia de la NBA que gana cuatro o más premios al rookie del mes junto con Tim Duncan, Shaquille O'Neal, David Robinson, Ralph Sampson y Terry Cummings. También jugó el Rookie Challenge con el equipo de novatos, anotando 23 puntos, repartiendo 7 asistencias, cogiendo 4 rebotes y robando 4 balones en 32 minutos. 

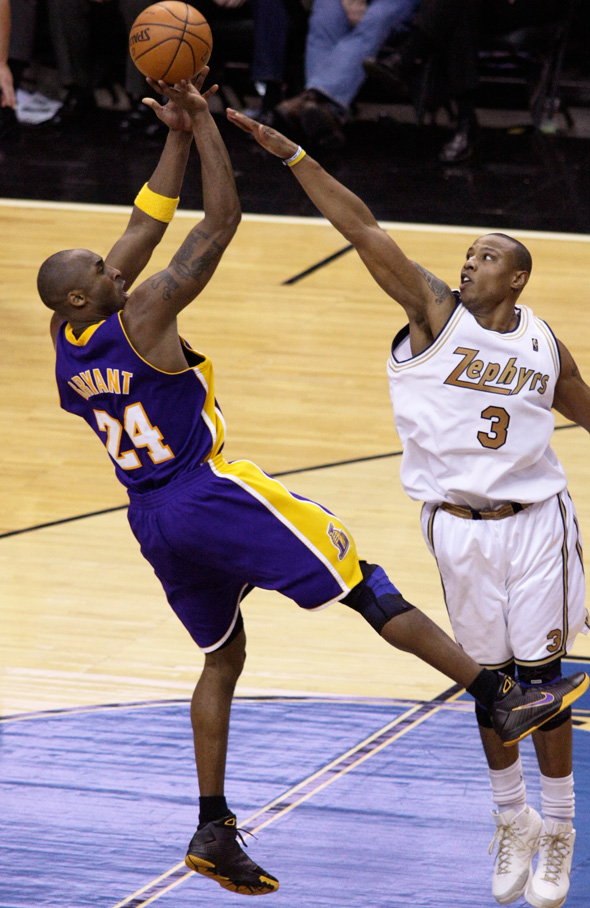
Butler, frente a su excompañero Kobe Bryant.

En su segunda campaña en los Heat, se perdió 13 partidos debido a una lesión, y sus promedios descendieron considerablemente, en parte por la llegada del rookie Dwyane Wade. Firmó 9.2 puntos, 4.8 rebotes, 1.9 asistencias, 1.10 robos de balón y 29.9 minutos en 68 partidos, 58 de ellos como titular. Al finalizar la temporada, fue traspasado a Los Angeles Lakers con Lamar Odom y Brian Grant a cambio del pívot Shaquille O'Neal.

#### L.A. Lakers y Washington Wizards
En California, regresó a los números en su primera campaña en la NBA, con 15.5 puntos y 5.8 rebotes por noche en 77 partidos, todos ellos de titular. A pesar de su decente temporada individual, el equipo no logró el objetivo de clasificarse para playoffs, siendo traspasado a Washington Wizards junto con Chucky Atkins a cambio de Kwame Brown y Laron Profit. Antes de que diera comienzo la nueva campaña, Butler firmó un contrato de 5 años a razón de 46 millones de dólares. 
Junto con Gilbert Arenas y Antawn Jamison formó el "Gran Trío", reemplazando a Larry Hughes, quien firmó con Cleveland Cavaliers. En su primer año en la capital, promedió 17.6 puntos y 6.2 rebotes en 75 partidos, 54 de titular. Combinado con Arenas y Jamison, el trío promedió 67.4 puntos por partido, todo un peligro ofensivo. Butler fue llamado por su entrenador Eddie Jordan "Tough Juice", por su agresivo y apasionante juego, personificado el día que Butler cogió 20 rebotes en el sexto partido de playoffs ante los Cavs.
En su segunda temporada en los Wizards, Butler fue seleccionado por primera vez para disputar como suplente el All-Star Game de 2007, además de promediar 19.1 puntos por partido, 7.4 rebotes y 3.7 asistencias. La mala suerte le llegó poco antes de que comenzasen los playoffs de 2007, sufriendo una lesión y por lo tanto perdiéndose la postemporada. Su baja, junto con la de Arenas, se notó en el resultado (4-0) de la serie ante los Cavaliers.

#### 2010-2015

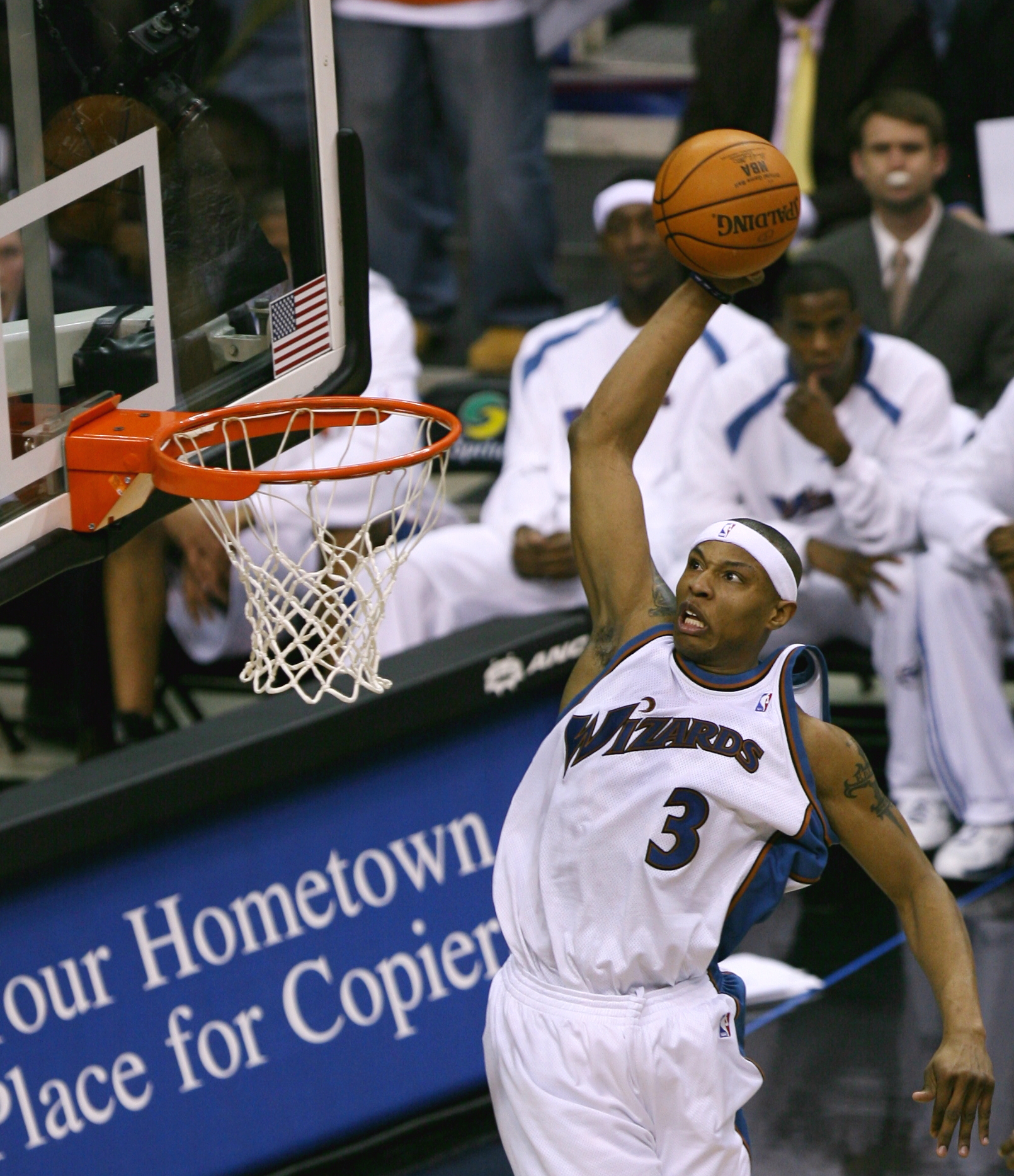
Butler con los Wizards en 2009.

El 13 de febrero de 2010, Butler fue traspasado a Dallas Mavericks junto con Brendan Haywood y DeShawn Stevenson a cambio de Josh Howard, Drew Gooden, James Singleton y Quinton Ross. El 4 de enero de 2011, Butler fue descartado para el resto de la temporada por una rotura en un tendón de la rodilla. Ese año los Mavs ganaron el primer anillo de su historia al derrotar a Miami Heat (4–2) en las Finales de 2011.
El 9 de diciembre de 2011 firmó un contrato por 3 años y $24 millones con Los Angeles Clippers. Estuvo dos años en los Clippers, donde promedió 12 puntos por partido con jugadores como Chris Paul, Blake Griffin, Jamal Crawford, Grant Hill y Chauncey Billups entre otros.
El 10 de julio de 2013 fue traspasado a los Suns junto a Eric Bledsoe en un intercambio entre tres equipos. El 29 de agosto de 2013, los Suns traspasan a Butler a Milwaukee Bucks a cambio de Ish Smith y Viacheslav Kravtsov.
El 1 de marzo de 2014, firmó con los Oklahoma City Thunder, por el resto de la temporada 2013-14, la cual finalizó para los Thunder al ser eliminados por los San Antonio Spurs en las finales de la conferencia en los Playoffs de 2014.
El 15 de julio de 2014, firmó con los Detroit Pistons un contrato de 2 años y $9 millones.
El 11 de julio de 2015, Butler fue traspasado, junto a Shawne Williams, a Milwaukee Bucks a cambio de Ersan İlyasova. Pero los Bucks lo cortaron el 30 de junio.
El 23 de julio de 2015, Butler firma con los Sacramento Kings. Tras una temporada, fue cortado el 4 de julio de 2016.

#### Retirada
Butler anunció su retirada como profesional el 6 de febrero de 2018, en la revista The Players' Tribune.

## Estadísticas de su carrera en la NBA
|  | Denota temporadas en las que ganó un Campeonato de la NBA |

### Temporada regular
| Año      | Equipo        | PJ  | PT  | MPP  | %TC  | %3P  | %TL  | RPP | APP | ROB | TPP | PPP  |
| -------- | ------------- | --- | --- | ---- | ---- | ---- | ---- | --- | --- | --- | --- | ---- |
| 2002-03  | Miami         | 78  | 78  | 36.6 | .416 | .318 | .824 | 5.1 | 2.7 | 1.8 | .4  | 15.4 |
| 2003-04  | Miami         | 68  | 56  | 29.9 | .380 | .238 | .756 | 4.8 | 1.9 | 1.1 | .2  | 9.2  |
| 2004-05  | L.A. Lakers   | 77  | 77  | 35.7 | .445 | .304 | .862 | 5.8 | 1.9 | 1.4 | .3  | 15.5 |
| 2005-06  | Washington    | 75  | 54  | 36.1 | .455 | .342 | .870 | 6.2 | 2.5 | 1.7 | .2  | 17.6 |
| 2006-07  | Washington    | 63  | 63  | 39.3 | .463 | .250 | .863 | 7.4 | 3.7 | 2.1 | .3  | 19.1 |
| 2007-08  | Washington    | 58  | 58  | 39.9 | .466 | .357 | .901 | 6.7 | 4.9 | 2.2 | .3  | 20.3 |
| 2008-09  | Washington    | 67  | 67  | 38.6 | .453 | .310 | .858 | 6.2 | 4.3 | 1.6 | .3  | 20.8 |
| 2009-10  | Washington    | 47  | 47  | 39.4 | .422 | .263 | .877 | 6.7 | 2.3 | 1.4 | .3  | 16.9 |
| 2009-10  | Dallas        | 27  | 27  | 34.4 | .440 | .340 | .760 | 5.4 | 1.8 | 1.8 | .3  | 15.2 |
| 2010-11  | Dallas        | 29  | 29  | 29.9 | .450 | .431 | .773 | 4.1 | 1.6 | 1.0 | .3  | 15.0 |
| 2011-12  | L.A. Clippers | 63  | 63  | 29.7 | .407 | .358 | .813 | 3.7 | 1.2 | .8  | .1  | 12.0 |
| 2012-13  | L.A. Clippers | 78  | 78  | 24.1 | .424 | .388 | .833 | 2.9 | 1.0 | .7  | .1  | 10.4 |
| 2013-14  | Milwaukee     | 34  | 13  | 24.1 | .387 | .361 | .839 | 4.6 | 1.6 | .7  | .3  | 11.0 |
| 2013-14  | Oklahoma City | 22  | 0   | 27.2 | .409 | .441 | .842 | 3.2 | 1.2 | 1.1 | .3  | 9.7  |
| 2014-15  | Detroit       | 78  | 21  | 20.8 | .407 | .379 | .902 | 2.5 | 1.0 | .6  | .1  | 5.9  |
| 2015-16  | Sacramento    | 17  | 1   | 10.4 | .424 | .167 | .833 | 1.3 | 0.6 | .5  | .1  | 3.7  |
| Total    | Total         | 881 | 732 | 32.2 | .434 | .348 | .847 | 5.0 | 2.3 | 1.3 | .2  | 14.1 |
| All-Star | All-Star      | 1   | 0   | 16.0 | .143 | .000 | .000 | 4.0 | 1.0 | .0  | .0  | 2.0  |

### Playoffs
| Año   | Equipo        | PJ | PT | MPP  | %TC  | %3P  | %TL   | RPP  | APP | ROB | TPP | PPP  |
| ----- | ------------- | -- | -- | ---- | ---- | ---- | ----- | ---- | --- | --- | --- | ---- |
| 2004  | Miami         | 13 | 13 | 39.3 | .386 | .182 | .825  | 8.5  | 2.4 | 2.2 | .5  | 12.8 |
| 2006  | Washington    | 6  | 6  | 43.7 | .416 | .214 | .828  | 10.5 | 2.7 | 2.0 | .7  | 18.5 |
| 2008  | Washington    | 6  | 6  | 41.0 | .460 | .238 | .871  | 5.7  | 3.8 | 1.8 | .2  | 18.7 |
| 2010  | Dallas        | 6  | 6  | 33.7 | .434 | .304 | .926  | 5.8  | 1.3 | 1.5 | .8  | 19.7 |
| 2012  | L.A. Clippers | 10 | 10 | 26.8 | .359 | .258 | .750  | 3.0  | 1.0 | .6  | .2  | 8.6  |
| 2013  | L.A. Clippers | 6  | 6  | 22.7 | .478 | .250 | 1.000 | 2.7  | .0  | .3  | .3  | 8.5  |
| 2014  | Oklahoma City | 17 | 2  | 23.8 | .333 | .368 | .800  | 3.2  | .9  | .2  | .1  | 6.5  |
| Total | Total         | 64 | 49 | 31.7 | .401 | .289 | .840  | 5.3  | 1.6 | 1.1 | .3  | 11.8 |

## Vida personal
Es hijo de Mattie Paden.
Tiene dos hijas, Mia Caron y Camary, y un hijo, Caron Jr., con su esposa Andrea Pink.
Su número (54) está retirado en el Instituto Racine y en Maine Central Institute (el 25), además fue incluido en el New England Sports Hall of Fame en septiembre de 2003.
Es mencionado en la canción "Can't Shine Like Me" del rapero Lil' Romeo y apareció en el Show de Oprah Winfrey, hablando de sus problemas de infancia y de cómo el baloncesto le ayudó.